# Kompanyon
A Kompanyon (oroszul: Компаньон) szovjet személyiszámítógép-család, a ZX Spectrum másolata (klónja) volt. Szovjet elektronikai alkatrészekből az Izsevszki Mechanikai Üzem (Izsmeh) keretein belül létrehozott Arszenal kísérleti gyártóbázis készítette 1989–1995 között.
Első modellje még a Magic nevet viselte. Ez lényegében a szintén ZX Spectrum klón Baltyika személyi számítógép másolata volt.  A következő, Kompanyon néven forgalomba hozott modell már kompaktabb felépítésű volt. A 48 kB-os RAM-al ellátott Kompanyon 41 gombos billentyűzettel rendelkezett. Módosított változata, a Kompanyon–M ugyanazzal a készülékházzal jelent meg, de az alaplapba a nagyobb teljesítményű T34VG1 processzor (a Zilog Z80 egyik szovjet klónja) került. A Kompanyon–2 ugyancsak a T34VG1 processzort tartalmazta. Módosították a gép házát, nagyobb méretű és laposabb kialakítású lett. Módosították a billentyűzetet, amely külön numerikus billentyűket és kurzormozgató billentyűket is kapott. A  gépet ellátták SECAM enkóderrel is, így a televíziókészülékek antennabemenetére lehetett csatlakoztatni. 
A ZX Spectrum 128K-n alapuló Kompanyon–3 változatot már nem gyártották, csak néhány kísérleti példány készült belőle.
A Kompanyon számítógépek 48 kB RAM-al és 16 kB ROM-al voltak felszerelve. Mindegyik modellhez robusztus külső tápegység tartozott. Háttértárolóként kazettás magnetofont lehetett használni. RGB videokimenettel rendelkeztek, illetve a Kompanyon–2-t antennakimenettel is ellátták. A gépekhez használható egyik elterjedt RGB bemenetes monitor az Elektronyika 32 VTC 2002A volt. A gépekhez Sinclair és Kempston gyártmányú botkormányt (joystick) lehetett csatlakoztatni.